# Chimère (Reverdy)
Pour les articles homonymes, voir Chimère.
Chimère est un concerto pour alto et orchestre de chambre de la compositrice française Michèle Reverdy, écrit en 1992.

## Contexte et création
Michèle Reverdy compose Chimère en 1992 pour alto et un orchestre de chambre de dix-huit instruments. L'œuvre est commandée par Gérard Caussé. Elle est créée le 27 février 1993 à Paris par le commanditaire à l'alto et l'Orchestre Philharmonique de Radio France , sous la direction d'Arturo Tamayo.